# Искрин, Николай Михайлович
Искрин Николай Михайлович (1918—1985) — советский военный лётчик-истребитель. Участник Великой Отечественной войны, Герой Советского Союза.

## Биография
Родился в селе Августовка ныне Большечерниговского района Самарской области. В 1933 году вместе с семьёй приехал на Дальний Восток. Начал работать на заводе «Дальсельмаш», учился в Хабаровском аэроклубе, получил направление в Батайскую авиационную школу, после окончания которой попал на фронт.
Служил в 16-м гвардейском истребительном авиационном полку в эскадрилье под командованием трижды Героя Советского Союза А. И. Покрышкина.
Совершил 217 боевых вылетов, лично сбил 9 и в группе 2 вражеских самолётов, уничтожил 28 машин с боеприпасами, большое количество техники и живой силы противника. В бою 16 мая 1943 года был сбит, выбросился из горящего самолёта с парашютом. При прыжке получил удар хвостовым килем самолёта, отчего была изувечена нога (в госпитале ногу пришлось ампутировать). 24 августа 1943 года ему было присвоено звание Героя Советского Союза (Медаль «Золотая Звезда» № 2655).
После госпиталя вернулся в полк на работу по обучению лётчиков. В 1945 году уволен в запас.
После войны некоторое время жил в Куйбышеве, затем вернулся в Хабаровск, преподавал в аэроклубе, вёл общественную работу.

## Награды
- Медаль «Золотая Звезда» Героя Советского Союза (24.08.1943);
- орден Ленина (24.08.1943);
- два ордена Красного Знамени (25.05.1942; 9.09.1942);
- два ордена Отечественной войны I степени (05.05.1943; 06.04.1985);
- медали СССР.

## Память
Похоронен на кладбище Хабаровска, имя высечено на обелиске на «Площади Славы» г. Хабаровска.